# Concurso Internacional de Piano Ferruccio Busoni

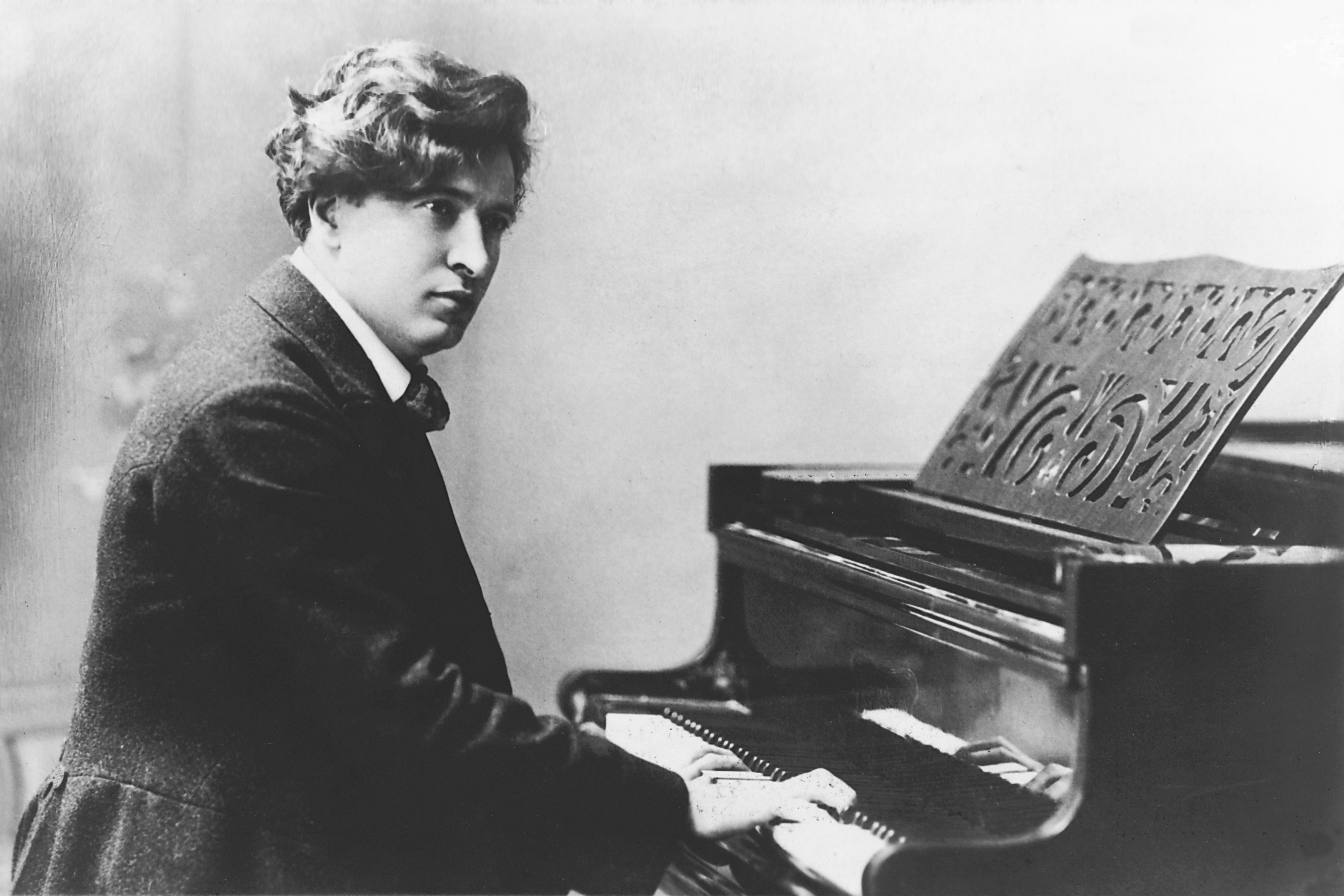
Tarjeta postal que muestra a Ferruccio Busoni

La Competición Internacional de Piano Ferruccio Busoni es una competición musical para jóvenes pianistas que tiene lugar en Bolzano, Italia.

## Historia
La primera edición del Concurso Internacional de Piano Ferruccio Busoni fue organizada por Cesare Nordio en 1949 para conmemorar el 25.º aniversario de la muerte del pianista y compositor Ferruccio Busoni. Arturo Benedetti Michelangeli apoyó la creación del concurso y fue miembro del jurado en la primera edición; Alfred Brendel ganó el cuarto premio en la misma. Durante unos años, el concurso también albergó un apartado de composición para piano.
En 1956, el joven Maurizio Pollini participó tocando la Fantasia Contrappuntistica de Kenneth Leighton, quien ganó el premio de composición; en 1957, Marta Argerich ganó el primer premio. Otros ganadores destacados han sido Bruno Canino, Agustín Anievas, Joaquín Achúcarro, Jerome Rose, Garrick Ohlsson y Alberto Nosè. En 1990 se concedió un séptimo premio a Nadeshda Kibardina.
Entre los miembros del jurado han figurado nombres como Arturo Benedetti Michelangeli, Nikita Magaloff, Igor Markevitch, Carlo Maria Giulini, Garrick Ohlsson, Bruno Canino, Paul Badura-Skoda, Rafael Orozco, Joaquín Soriano, Gerhard Oppitz, Abdel Rahman El Bacha, Michele Campanella, Leif Ove Andsnes, Adam Harasiewicz, Hiroko Nakamura, Martha Argerich, Andrzej Jasiński, Lilya Zilberstein, Tadeusz Żmudziński, Valery Afanassiev and Eliso Virsaladze.

## Ganadores
Lista completa de ganadores:
| Año  | 1º                    | 2º                                                       | 3º                                            | 4º                                            | 5º                                          | 6º                                            |
| ---- | --------------------- | -------------------------------------------------------- | --------------------------------------------- | --------------------------------------------- | ------------------------------------------- | --------------------------------------------- |
| 1949 | Desierto              | Lodovico Lessona                                         | Rossana Orlandini                             | Alfred Brendel                                | Bela Siki                                   | -                                             |
| 1950 | Desierto              | Karl Heinz Schlüter                                      | Jacques Coulaud                               | Jean Franssen                                 | Bruno Mezzena (ex-a.) Andrzej Wasowski      | -                                             |
| 1951 | Desierto              | Desierto                                                 | Karl Engel (ex-a.) Walter Klien               | Alfred Kremela                                | Maria Luisa Candeloro                       | -                                             |
| 1952 | Sergio Perticaroli    | Andrzej Wasowski                                         | Marisa Candeloro (ex-a.) Agostino Orizio      | Ingrid Häbler (ex-a.) Walter Klien            | Eleanor Fine                                | -                                             |
| 1953 | Ella Goldstein        | Monte Hill Davis                                         | Esteban Sánchez Herrero                       | Vladimir Havsky                               | Adriana Brugnolini Vecchiato                | -                                             |
| 1954 | Aldo Mancinelli       | Gabriel Tacchino                                         | Günter Ludwig                                 | Kurt Bauer                                    | Alberto Colombo                             | -                                             |
| 1955 | Desierto              | Germaine Devéze                                          | Günter Ludwig (ex-a.) Maria de Penha          | Sylvie Mercier                                | Myrtha Pérez                                | Monte Hill Davis                              |
| 1956 | Jörg Demus            | Ivan Roy Davis                                           | James Mathis                                  | Bruno Canino (ex-a.) Michael Ponti            | -                                           | -                                             |
| 1957 | Martha Argerich       | Ivan Davis (ex-a.) Jerome Lowenthal                      | Jeaneane Dowis                                | Ludwig Hoffmann                               | Alberto Colombo                             | -                                             |
| 1958 | José Kahan            | Ronald Turini (ex-a.)                                    | Fabio Peressoni (ex-a.) Michael Ponti         | Bruno Canino                                  | Marisa Candeloro                            | -                                             |
| 1959 | Desierto              | Cécile Ousset (ex-a.) John Perry                         | Imre Antal (ex-a.) Leonhard Hokanson          | Joaquín Achúcarro                             | Ruriko Tsukamoto                            | Virginia Hutchings                            |
| 1960 | Desierto              | Augustin Anievas (ex-a.) James Mathis                    | Imre Antal                                    | Giorgio Sacchetti                             | John Ogdon                                  | Marie Claire Laroche (ex-a.) Françoise Parrot |
| 1961 | Jerome Rose           | Howard Aibel (ex-a.) Norma Fisher                        | Dubravka Tomsic                               | Thomas McIntosh                               | José María Contreras                        | Friederike Grünfeld                           |
| 1962 | Desierto              | Brenton Dale Bartlett                                    | Ivan Eröd (ex-a.) Reynaldo Reyes              | Virginia Hutchings                            | Thomas Schumacher                           | Mayne Miller (ex-a.) Giorgio Sacchetti        |
| 1963 | Desierto              | Gernot Kahl                                              | José María Contreras                          | Maxine Franklin                               | Robert Hamilton                             | Gloria Lanni                                  |
| 1964 | Michael Ponti         | François-Joël Thiollier                                  | Ivan Drenikov                                 | Friederike Grünfeld                           | Sergio Varella-Cid                          | John Covelli (ex-a.) María Luisa López-Vito   |
| 1965 | Desierto              | Bojidar Noev                                             | James Dick                                    | Israela Margalit (ex-a.) Franco Medori        | Benedikt Köhlen                             | -                                             |
| 1966 | Garrick Ohlsson       | Richard Goode                                            | -                                             | -                                             | -                                           | -                                             |
| 1967 | Desierto              | Ivan Klansky                                             | Pietro Maranca                                | Frantisek Maly                                | Roman Rudnytsky                             | -                                             |
| 1968 | Vladimir Selivochin   | Mark Szeltzer                                            | Benedikt Köhlen (ex-a.) Craig Sheppard        | Adrián Ruiz                                   | Vadim Sacharov                              | -                                             |
| 1969 | Ursula Oppens         | Annamaria Cigoli                                         | Akiko Kitagawa                                | -                                             | -                                           | -                                             |
| 1970 | -                     | -                                                        | -                                             | -                                             | -                                           | -                                             |
| 1971 | Desierto              | Nina Tichman                                             | Ilan Rogoff (ex-a.) Marioara Trifan           | Catherine Collard                             | Wilfried Kassebaum '(ex-a.) Seta Tanyel     | -                                             |
| 1972 | Arnaldo Cohen         | -                                                        | Peter Bithell David Oei                       | Dai Uk Lee                                    | Marian Hahn                                 | -                                             |
| 1973 | Desierto              | Roland Keller (ex-a.) Andrzej Ratusinski                 | Elza Kolodziej                                | Kveta Novotna                                 | Pierluigi Camicia (ex-a.) Seth Carlin       | -                                             |
| 1974 | Robert Benz           | Pascal Devoyon                                           | Diane Walsh                                   | Steven Mayer                                  | Daniel Rivera                               | -                                             |
| 1975 | Desierto              | Staffan Scheja                                           | Terence Judd (ex-a.) Laszlo Simon             | Caroline Haffner                              | Marina Kapatzinskaja                        | -                                             |
| 1976 | Roberto Cappello      | Daniel Rivera                                            | -                                             | Susan Ann Howes (ex-a.) Adrienne Shannon      | Alexeii Golovine (ex-a.) Antony Peebles     | -                                             |
| 1977 | Desierto              | Ayami Ikeba (ex-a.) Veronique Roux                       | Joop Celis (ex-a.) Kyoto Ito                  | Hans Christian Wille                          | Radu Toescu                                 | -                                             |
| 1978 | Boris Bloch           | Dennis Lee                                               | Arnulf von Arnim                              | Josep Colom (ex-a.) Edson Elias               | Daniel Blumenthal                           | -                                             |
| 1979 | Catherine Vickers     | -                                                        | Alyce Le Blanc                                | -                                             | Maria Teresa Carunchio (ex-a.) Hiroko Miki  | -                                             |
| 1980 | Desierto              | Ruriko Kikuchi (ex-a.) Rolf Plagge (ex-a.) Hai-Kyung Suh | Margarita Höhenrieder                         | Giovanni Umerto Battel (ex-a.) Hüseyin Sermet | Eun-Soo Son                                 | -                                             |
| 1981 | Margarita Höhenrieder | Lev Natochenny                                           | Boyan Vodenitcharov                           | Maria Teresa Carunchio                        | Fred Höricke                                | Christopher O'Riley                           |
| 1982 | Desierto              | Hung-Kuan Chen                                           | Daniel Blumenthal (ex-a.) Yukino Fujiwara     | Rainer Becker                                 | -                                           | Fred Höricke (ex-a.) Gülsin Onay              |
| 1983 | Desierto              | Robert McDonald                                          | Frederick Blum (ex-a.) Arthur Greene          | Gülsin Onay                                   | Bern Glemser (ex-a.) Rumi Shima             | Neil Rutman                                   |
| 1984 | Louis Lortie          | Matthias Fletzberger                                     | Bernd Glemser                                 | Neil Rutman (ex-a.) John Salmon               | Jean-Baphtiste Müller (ex-a.) Boris Slutsky | Luigi Ceci (ex-a.) Riccardo Zadra             |
| 1985 | Josè Carlos Cocarelli | Uriel Tsachor (ex-a.) Akira Wakabayashi                  | Nataljia Vlassenko                            | Marcantonio Barone                            | Thierry Huillet (ex-a.) Lilit Sagateljan    | Sylviane Deferne                              |
| 1986 | Desierto              | Benjamin Frith (ex-a.) Pedrag Muzijevic                  | R. Clipper Erickson (ex-a.) Igor Kamenz       | Nobuyuki Nagaoka                              | Megumi Umeme                                | -                                             |
| 1987 | Lilija Zilberstain    | Valery Kuleshof                                          | Ian Munro (ex-a.) Alfredo Perl                | Yumiko Saegusa                                | Konrad Elser                                | -                                             |
| 1988 | Desierto              | Igor Kamenz (ex-a.) Benjamin Pasternack                  | Fabio Bidini                                  | -                                             | Wonmi Kim (ex-a.) Mari Kodama               | Nobuko Kondo                                  |
| 1989 | Desierto              | Alexandar Madzar                                         | Francesco Cipolletta (ex-a.) Valery Grohovsky | Igor Kamenz                                   | William Stephenson (ex-a.) Yukio Yokohama   | Konstantin Sherbakoff                         |
| 1990 | Desierto              | Olivier Cazal                                            | Midori Nohara                                 | Hieyon Choi                                   | Giampaolo Stuani                            | Corrado Rollero                               |
| 1991 | Desierto              | Olivier Cazal (ex-a.) Igor Kamenz                        | Stanislav Judenich                            | Andrei Pisarev (ex-a.) Lev Vinocour           | Mathieu Papadiamandis                       | Zbigniew Raubo (ex-a.) Rustem Saitkulov       |
| 1992 | Anna Kravtchenko      | Fabio Bidini                                             | Mark Anderson (ex-a.) Serghei Babayan         | Giovanni Bellucci                             | Serghei Yerokhin                            | Wojciech Kocyan                               |
| 1993 | Roberto Cominati      | Vitaly Samoschko                                         | Olivier Cazal                                 | Davide Franceschetti                          | Jura Margulis                               | Giampaolo Stuani                              |
| 1994 | Mzia Simonishwili     | Iwao Murakami                                            | Corrado Rollero                               | -                                             | Massimiliano Genot                          | Maurizio Baglini (ex-a.) William Fong         |
| 1995 | Alexander Shtarkman   | Sergei Tarasov                                           | -                                             | Jung-Eun Kim                                  | Ekaterina Mechetina (ex-a.) Lev Vinocour    | Joel Fan                                      |
| 1996 | Desierto              | Jan Gottlieb Jiracek                                     | Michael Dantschenko                           | Jong-Gyung Park                               | Igor Kamenz (ex-a.) Ulugbek Palvanov        | Naoko Sugime                                  |
| 1997 | Desierto              | Yoon-Soo Lee                                             | Dimitri Vorobieff                             | Sean Botkin                                   | Carlo Guaitoli(ex-a.) Luca Rasca            | Olaf John Laneri                              |
| 1998 | Desierto              | Olaf John Laneri                                         | Catherine Chi                                 | Ingrid Fliter                                 | Massimiliano Ferrati                        | Luigi Cartia (ex-a.) Severin von Eckardstein  |
| 1999 | Alexander Kobrin      | Alberto Nosé                                             | Min-Soo Sohn                                  | Ralitza Patcheva                              | Fabio Grasso                                | Nara Kiai                                     |
| 2000 | Desierto              | -                                                        | Ayako Kimura (ex-a.) Carl Wolff               | Mark Toth                                     | Dong-Hyek (ex-a.) Yoko Kikuchi              | Hironao Suzuki                                |
| 2001 | Alexander Romanovsky  | Hea-Jung Cho                                             | Dong-Min Lim                                  | Kazumasa Matsumoto                            | Luca Rasca                                  | Martin Stadtfeld                              |
| 2003 | Desierto              | Maria Stembolskaia                                       | Lyubov Gegetchkori (ex-a.) Mu-Ye Wu           | Jong-Hwa Park                                 | Alberto Ferrari                             | Alessio Cioni                                 |
| 2005 | Giuseppe Andaloro     | Mariangela Vacatello                                     | Hye-Jin Kim                                   | Anna Vinnitskaya                              | Spencer Myer                                | Wen-You Shen                                  |
| 2007 | Desierto              | Dinara Nadzhafova (ex-a.) Sofya Gulyak                   | Lilian Ajopova                                | Mariya Kim                                    | Martina Filjak                              | Dudana Mazmanishvili                          |
| 2009 | Michail Lifits        | Alexey Lebedev                                           | Gesualdo Coggi                                | Oxana Shevchenko                              | Sun Ho Lee (ex-a.) Jie Yuan                 | -                                             |
| 2011 | Desierto              | Anna Bulkina (ex-a.) Antonii Barishevskyi                | Tatiana Chernichka                            | Min Soo Hong                                  | Sun-A Park (ex-a.) Alessandro Taverna       | -                                             |
| 2013 | Desierto              | Rodolfo Leone                                            | Akihiro Sakiya (ex-a.) Dmitry Shishkin        | Fabian Müller                                 | Galina Chistiakova (ex-a.) Maria Mazo       | -                                             |
| 2015 | Chloe (Jiyeong) Mun   | Alberto Ferro                                            | Roman Lopatynskyi                             | Minsoo Hong                                   | Bolai Cao                                   | Leonardo Colafelice                           |
| 2017 | Ivan Krpan            | Jaeyeon Won                                              | Anna Geniushene                               | EunSeong Kim                                  | Xingyu Lu                                   | Dmytro Choni                                  |
| 2019 | Emanuil Ivanov        | Shiori Kuwahara                                          | Giorgi Gigashvili                             | Giovanni Bertolazzi                           | Valentin Malinin                            | Nicolò Ferdinando Cafaro                      |